# Gråborg
Die Gråborg (RAÄ Nr. Algutsrum 16:1) östlich von Algutsrum war eine Burg auf der schwedischen Insel Öland, die heute nur noch als Ruine der größten geschlossenen vorgeschichtlichen Befestigung existiert.
Die unrunde Burg wurde in Etappen ausgebaut und erhielt ihre größte Ausdehnung im 12. Jahrhundert. Sie hatte eine annähernd elliptische Form mit 210 Meter Länge und 160 Meter Breite und war von einer vier Meter hohen Schutzmauer umgeben. Die Burg hatte drei Eingänge, von denen einer mit einem Turm versehen war, der im Mittelalter entstand. Wann die Burg dem Verfall preisgegeben wurde, ist nicht bekannt. Bei archäologischen Ausgrabungen konnten im Inneren auch keine Gebäudereste gefunden werden. Aufgrund der Größe der Anlage wird vermutet, dass es sich um einen Handelsplatz handelte. Die Kleinfunde der Ausgrabungen werden heute im Provinzmuseum von Kalmar verwahrt. 

## Knudkapelle

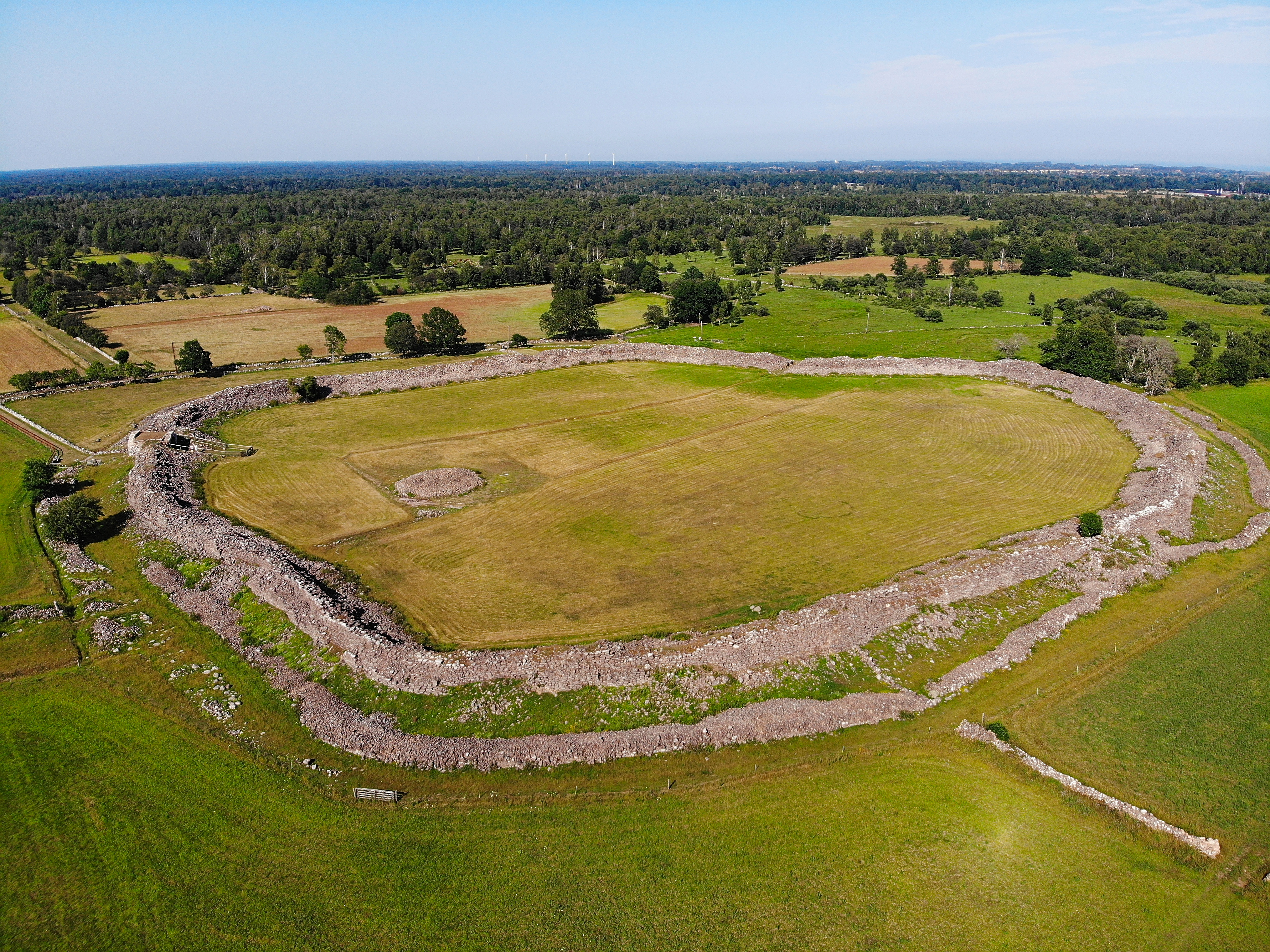
Gråborg aerial photo (2021)

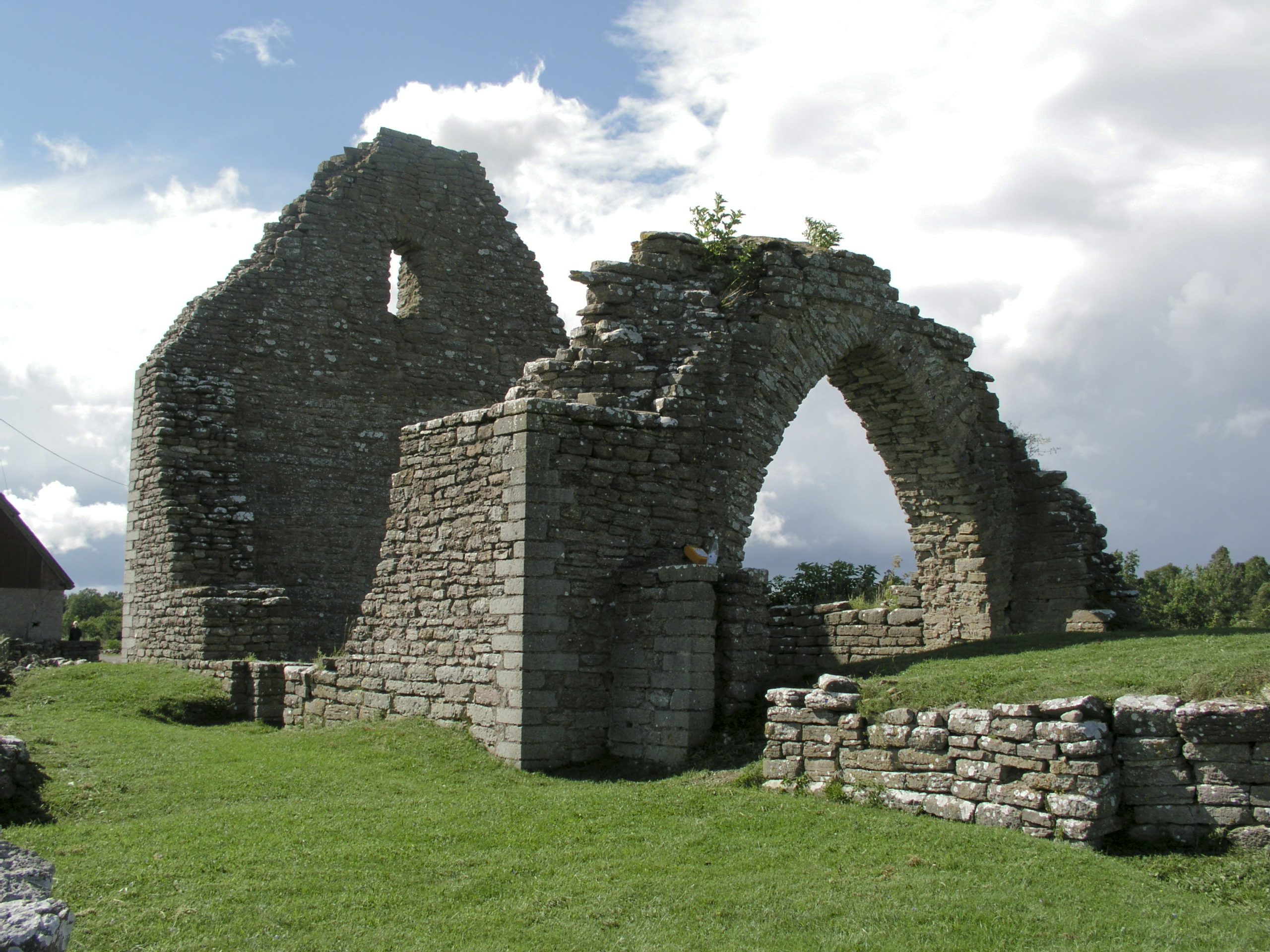
St. Knuts Kapelle

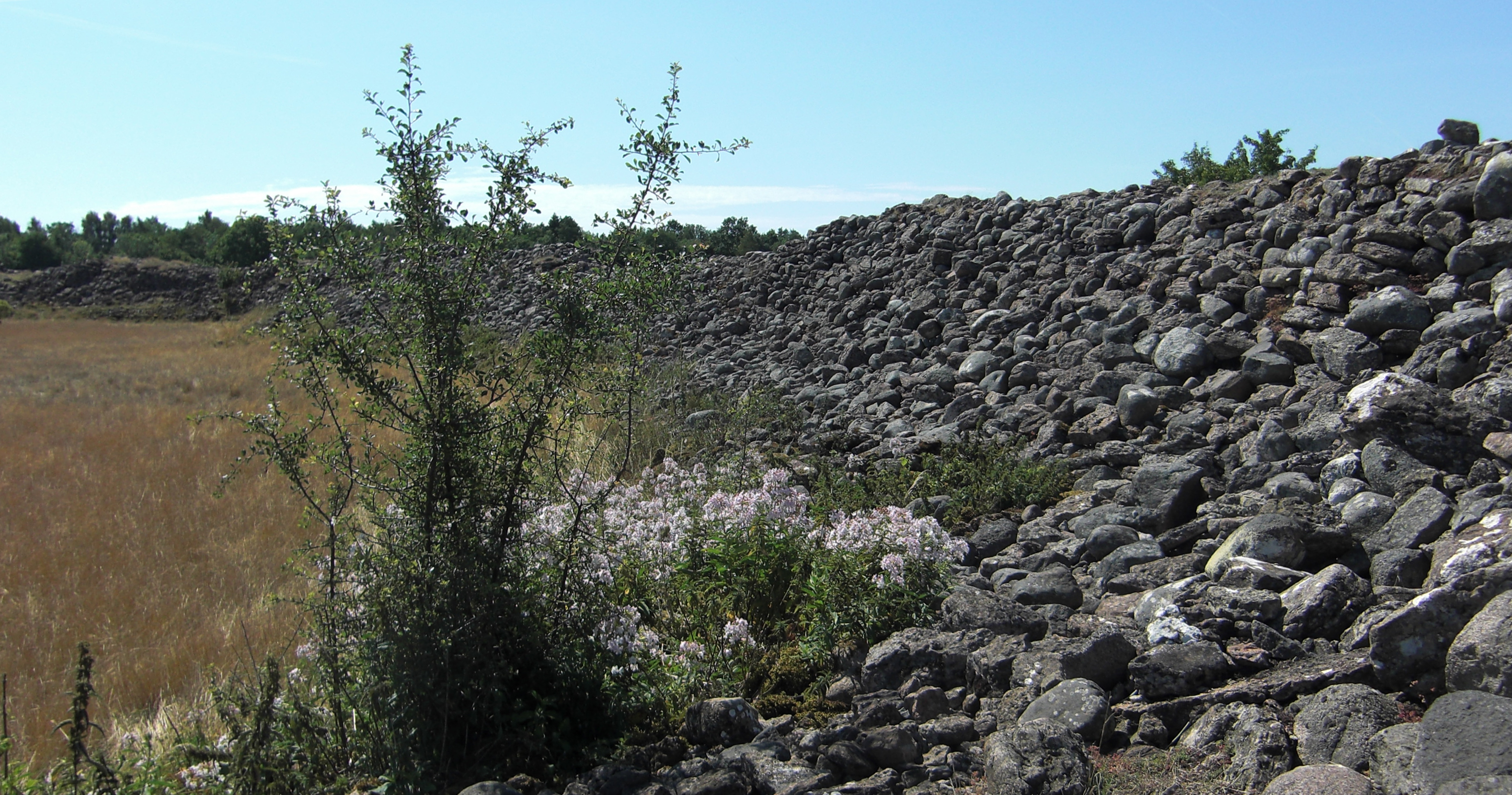
Der Burgwall

Unweit der Burg befindet sich die Ruine der Heiliger-Knud-Kapelle. Es wird daher angenommen, dass von hier aus intensive Beziehungen nach Dänemark und zur Knudsgilde bestanden. 
Zwischen der Kapelle und der Gråborg entdeckte man mit geomagnetischen Untersuchungen die Spuren von mindestens sieben Häusern und eine Reihe von Straßen, die alle zur Gråborg führen. Ein zunächst auf Basis des Magnetogramms ebenfalls vermuteter vorgelagerter Graben mit Brücke wurde inzwischen als durch Blitzschlag erzeugte Anomalie (LiRM) identifiziert. Genauere Erkenntnisse, insbesondere auch zur Chronologie dieser neu entdeckten Strukturen können nur künftige Ausgrabungen zeigen. 